# Балтички Немци
Балтички Немци су етничка група Немаца који су се током раног 13. века населили дуж источних обала Балтичког мора, на подручјима данашњих држава Естоније и Летоније. По окончању Другог светског рата већину њих су совјетске власти депортовале са тих подручја, а данас се са овом етничком групом поистовећује свега око 5.000 особа, највише у Естонији и Летонији, те неколико стотина у Немачкој и Канади.
Током 12. и 13. века Балтички Немци су чинили владајућу племићку класу на подручју источног Балтика и углавном су живели у градским центрима. Након Ливонског крсташког рата немачко племство преузело је готово сву политичку и економску власт, а доминирали су и културном и просветном сценом наредних 700 година, све до 1918. године и краја Првог светског рата. У истом периоду немачки је заменио латински језик и постао главни званични језик у политичкој, трговачкој и образовној сфери. Након што су подручја уз источне обале Балтика ушла у састав Руске Империје, Балтички Немци су новој држави заузимали неке од најважнијих политичких и војних функција у Империји.
У укупној популацији подручја на којима су живели, Балтички Немци никада нису чинили више од 10% популације. Према статистичким подацима из 1810. у Русији је живело око 180.000 Балтичких Немаца, од чега је око 46.700 живело на подручју Естоније (5,3% популације). На попису 1897. на подручју Летоније пописан је укупно 120.191 Балтички Немац, или око 6,2% укупне популације.
Балтички Немци се због лингвистичке, културне и историјске сличности понекад погрешно поистовећују са етничким Немцима са подручја Источне Пруске и Литваније.